# Петровский, Николай Сергеевич
Николай Сергеевич Петровский (9 апреля 1923, Ленинград — 15 августа 1981, Ленинград) — советский историк и филолог-востоковед, египтолог, кандидат исторических наук, доктор филологических наук, профессор, преподаватель восточного факультета Ленинградского государственного университета (1952—1981), специалист по грамматике египетского языка.

## Биография
Родился в Ленинграде 9 апреля 1923 года.
В 1941 году поступил на исторический факультет Ленинградского университета и был направлен на оборонные работы под Новгородом; после ранения вернулся в Ленинград. В 1943 году добровольцем ушёл на фронт; был определён в разведывательный корпус 5-й Гвардейской танковой армии. Участвовал в боях в составе Степного, Украинского, Прибалтийского и Белорусского фронтов. В 1944 году вступил в ВКП(б). Дошёл до Берлина.
В 1948 г. окончил исторический факультет ЛГУ, поступил в аспирантуру при Институте Востоковедения АН СССР, учился под руководством академика В. В. Струве. В 1951 г. защитил кандидатскую диссертацию «Народное восстание в древнем Египте».
В 1951—1952 гг. работал в Секции древних рукописей Института Востоковедения АН СССР над каталогизацией рукописных фондов. С 1952 г. преподавал в Ленинградском университете, на восточном факультете (кафедра истории древнего Востока). В 1967 г. в ЛГУ защитил докторскую диссертацию «Сочетания слов в египетском языке».
В 1959—1960 гг. был направлен в командировку в Египет, получив разрешение от египетского правительства на поездку по всей стране. В 1981 г. был приглашен для чтения лекций в Геттингенский университет (Германия).
Умер 15 августа 1981 года в Ленинграде.

## Награды и почетные звания
- Орден Красной Звезды (1943)
- Орден Отечественной войны II степени (1944)
- Орден Красной Звезды (1945)
- Медаль «За оборону Ленинграда» (1942)
- Медаль «За победу над Германией в Великой Отечественной войне 1941—1945 гг.» (1945)
- Знак «Отличный разведчик»
- Почетный член Института египтологии Карлова университета (Прага, 1965)

## Научная деятельность
Ранние публикации были связаны с изучением папирусов Лейденского музея № 344, Эрмитажа № 1 116В и доске № 5645 из Британского музея. В этих источниках говорилось о волнениях в Египте в конце Среднего царства. Научным руководителем Н. С. Петровского был академик В. В. Струве, который придерживался мнения о Египте как развитом рабовладельческом обществе, в котором соответственно была развита и борьба классов. Под влиянием его взглядов Петровский при анализе памятников увидел упоминание о восстании. Эта точка зрения нашла отражение в его диссертации 1951 г. «Народное восстание в Египте».
Дальнейшие исследования были посвящены изучению различных аспектов египетского языка и, прежде всего, изучению его грамматического строя с точки зрения общей лингвистики. Фундаментальная работа «Египетский язык. Введение в иероглифику, лексику и очерк грамматики среднеегипетского языка» (1958) остается единственной полной грамматикой среднеегипетского языка на русском языке (хотя и во многом устаревшей). Автор характеризует основные этапы развития языка и место в системе других языков; останавливается на системе и видах египетской письменности: классификации иероглифических и звуковых знаков, определителях; рассматривает лексику и лексикографию: словарный состав египетского языка, типы слов среднеегипетского языка, заимствования; описывает все основные разделы грамматики — части речи, виды предложений и проч.
В работе «Сочетания слов в египетском языке» (1970) рассматривается словосочетание как самостоятельная единица языка, не тождественное понятию «синтагма», так как «словосочетание» и «синтагма» характеризуют разные стороны синтаксического строя языка. Н. С. Петровский отказался от традиционных приемов описания египетского языка, сохранившихся с XIX в. и сосредоточился на анализе отдельных языковых явлений, описывая аналитически соположенные словосочетания, n-словосочетания, согласованные, аналитически управляемые, беспредложные и предложные, сочинительные и аппозитивные словосочетания.
В монографии «Звуковые знаки египетского письма как система» (1978) автор утверждает, что система знаков иероглифического письма не представляют собой случайного набора, но отражают определённую систему письма, т. н. конъюнантно-морфемно-идеографическую систему. Эта система рассматривается в русле идей о членении речевого потока с выделением морфем как нечленимых значимых единиц языка.

## Основные работы
- Хрестоматия по истории Древнего мира. Т. I. Древний Восток. М., 1950.
- Страна Большого Хапи. Л.: Детгиз, 1955. 392 с. 2-е изд., 1973. (совместно с А. Беловым)
- Древний Египет // Очерки истории Древнего Востока. Л., 1956. С. 5-52.
- Хрестоматия по истории древнего мира. М., 1956.
- Египетский язык. Введение в иероглифику, лексику и очерк грамматики среднеегипетского языка. Л.: Изд-во Ленингр. ун-та, 1958. XIV, 329 с.
- Египет — сын тысячелетий. Л., 1959. (совместно с В. Матвеевым)
- Из истории египтологии в России. «Папирус Бутенева» // Палестинский сборник. 1959. № 4. С. 172—181.
- Количественные числительные в древнеегипетском языке как члены предложения // Древний мир. М., 1962. С. 160—164.
- Проблема изучения синтагматики древнеегипетской речи // Ассириология и египтология. Л., 1964.
- Синтаксические отношения между компонентами аппозитивных сочетаний египетского языка // Исследования по филологии стран Азии и Африки. Л., 1966. С. 82-88.
- Классификация предлогов египетского языка и основное лексическое значение простых первичных предлогов // Вестник Ленинградского университета, 2. История, язык, литература. Вып. I, 1967. С. 129—132.
- Сочетания слов в египетском языке. М.: Наука, 1970. 314 с.
- Употребление египетского предлога m в непредикативных словосочетаниях // Основные проблемы африканистики. Этнография. История. Филология. К 70-летию члена-корреспондента АН СССР Д. А. Ольдерогге. М., 1973. С. 339—347.
- Происхождение структурных типов двусоставных предложений в египетском языке // Древний Восток. Сб. 1. К 75-летию академика М. А. Коростовцева. М., 1975. С. 96-104.
- Звуковые знаки египетского письма как система. М.: Наука, 1978. 173 с.
- Опыт лексико-семантической классификации глаголов египетского языка // Древний Восток. Сб. 2. Памяти академика Б. А. Тураева. М., 1980. С. 69-74.
- Представления древних египтян о языковых явлениях // История лингвистических учений. Т. 1. Древний Мир. Л., 1980. С. 7-17.
- Источники сведений о Древнем Египте в России в XI—XVIII вв. // Замаровский В. Их величества пирамиды. М., 1986. С. 387—406.